# Gymnasium Nieder-Olm
Das Gymnasium Nieder-Olm ist ein Gymnasium in der Trägerschaft des Landkreises Mainz-Bingen. Es wurde 1978 gegründet. Im Schuljahr 2022/23 besuchen 1650 Schüler die Schule (826 Mädchen und 824 Jungen), die von circa 120 Lehrkräften einschließlich Referendaren unterrichtet werden. Hinzu kommt eine Schulsozialarbeiterin und ein FSJler.
Damit ist das Gymnasium Nieder-Olm eines der größten Gymnasien in Rheinland-Pfalz. Schulleiter ist seit dem 1. August 2022 Thomas Lichtmeß.

## Unterricht

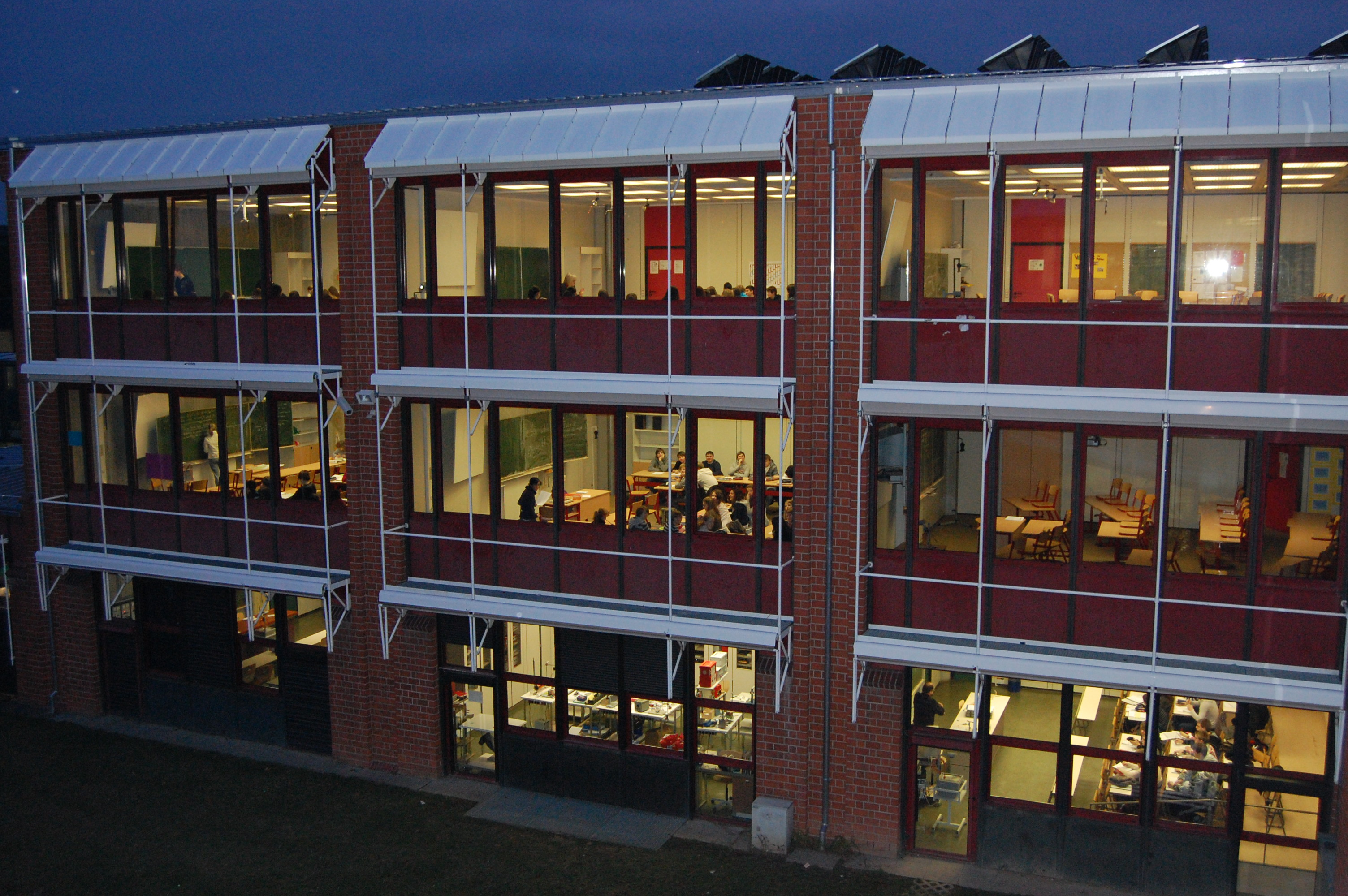
Klassen und Fachräume im Hauptgebäude

Englisch wird als erste Fremdsprache ab Klasse 5 angeboten, während in Klasse 6 Französisch oder Latein als zweite Fremdsprachen erlernt werden können. Als dritte, fakultative Fremdsprache kann Latein, Spanisch oder Italienisch erlernt werden. Auch Chinesisch wird von einer Muttersprachlerin in einer Arbeitsgemeinschaft angeboten. Die Teilnahme an zahlreiche Projekten und Wettbewerben in vielen unterschiedlichen Fächern trägt zum vielfältigen Profil der Schule bei.
In der Orientierungsstufe stellt neben den anderen Klassen die Gesangsklasse ein besonderes Angebot für die musikalisch interessierten Schüler dar. Seit 2009 können je zwei Klassen in dieser Stufe im Ganztagsschulbetrieb laufen. Für die Ganztagsklassen und für die Jahrgangsstufen 9 und 10 entstand ein moderner Anbau mit geräumiger Mensa und Cafeteria für Schüler und Lehrer.
In der Sekundarstufe 1 wird für begabtere Schüler eines Jahrgangs eine besondere Klasse eingerichtet. Da diese sogenannte BeGyS-Klasse mit schnellerem Lerntempo arbeitet, überspringt sie die 9. Jahrgangsstufe; die Schüler machen so schon nach insgesamt acht bzw. zwölf Schuljahren Abitur. In der Oberstufe kommen zahlreiche Grund- und Leistungskurse wegen der Größe der Schule in fast allen Fächern zustande, so auch in Latein und Physik ebenso wie in Musik, Bildender Kunst und Sport. Als Grundkurs kann unter anderem auch Darstellendes Spiel belegt werden. Über die genaue Profilierung der einzelnen Stufen, der Orientierungsstufe, der Sekundarstufe 1 und der Oberstufe, der „Mainzer Studienstufe“ (MSS), informieren die „Informationen über das Gymnasium Nieder-Olm“ auf der Website der Schule.

Das Gymnasium nimmt als eine von fünf deutschen Schulen am IBM-Mentor-Place teil. Außerdem beteiligt es sich am Juniorprojekt und an Business at School. Die Schule unterhält einen eigenen Schulsanitätsdienst, der durch den Malteser Hilfsdienst gefördert wird. Dieser wurde 2003 gegründet und ist damit der älteste in Rheinhessen.

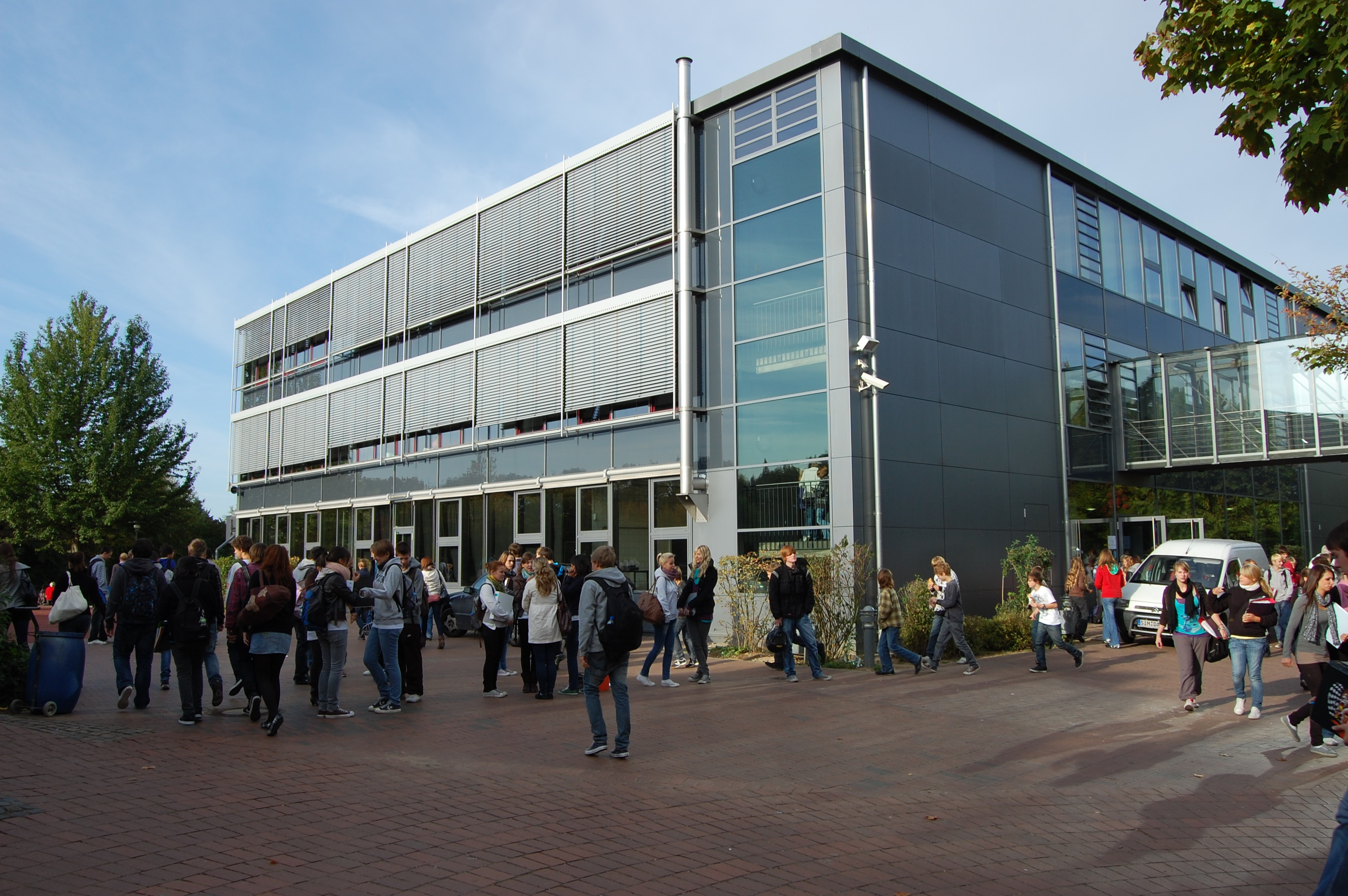
Gebäude für die Klassen 5, 6 und 7 und Kunst, Musik und Naturwissenschaften

Austauschprogramme mit europäischen Ländern sind für die neueren Sprachen fest etabliert und führen nach Frankreich, Italien, Belgien und Spanien. Darüber hinaus finden Austauschreisen auch zu Schulen aus Übersee statt: nach den USA nach Boise in Idaho und Louisville (Kentucky), nach Argentinien (Buenos Aires) und Australien. Außerdem gibt es einen Schüleraustausch mit der Yan’an High School in Shanghai in China.
Seit 1983 besitzt die Schule eine Big Band. Aus ihr ging die Dixie Band (heute N.O. Dixielanders) hervor, die den New Orleans Jazz in Rheinhessen aufleben ließ. Auch einen Chor namens „Green Vocals“ bietet die Schule den Sängern unter den Schülern an.

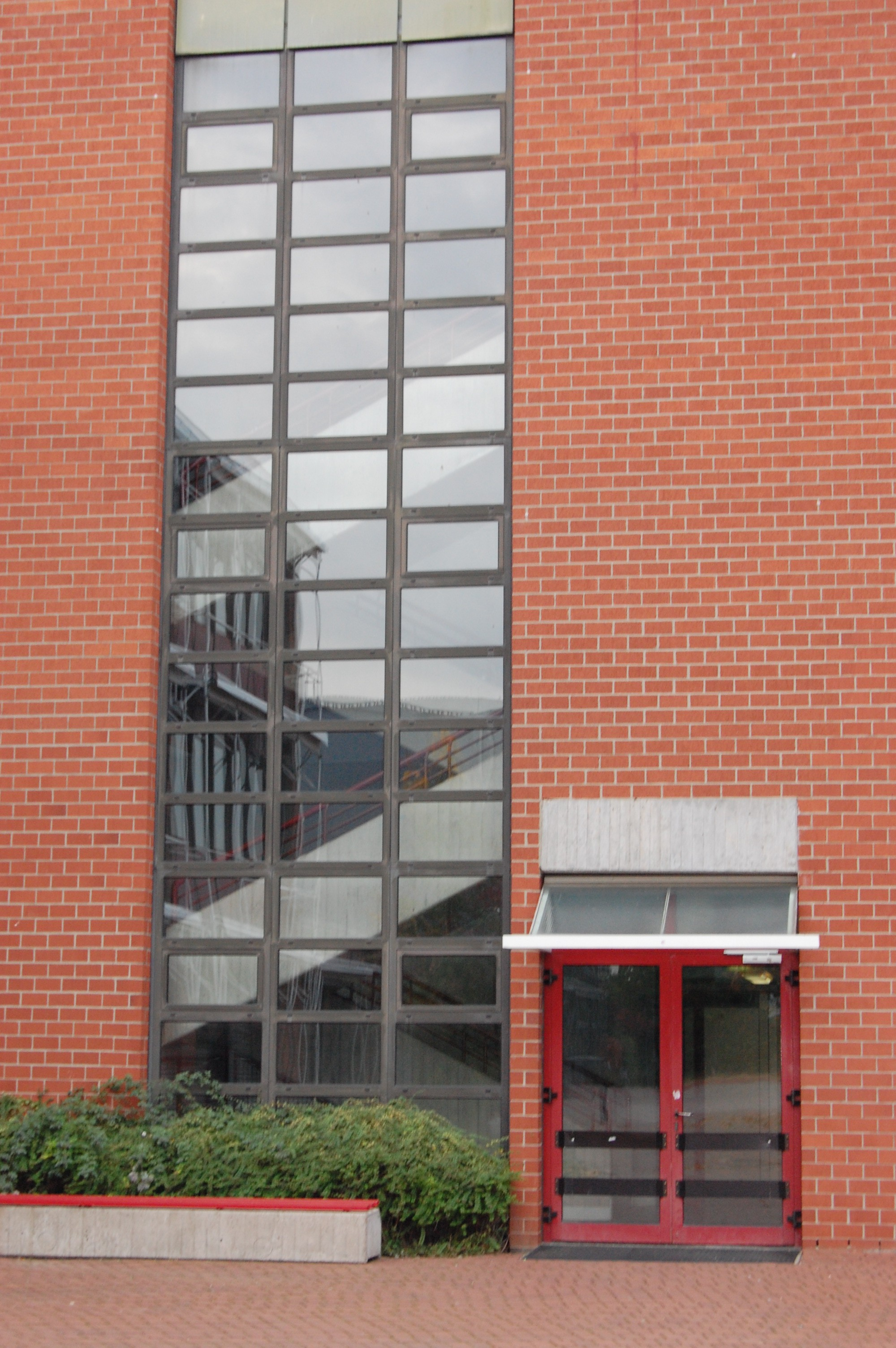
Treppenhaus im Hauptgebäude

Seit 2009 ist das Gymnasium Nieder-Olm Partnerschule des in der ersten Fußball-Bundesliga spielenden Vereins 1. FSV Mainz 05.

## Sonstiges
Der Verein der Freunde, Förderer und Ehemaligen investiert jährlich zum Teil fünfstellige Beträge zur Verbesserung der Infrastrukturen des Gymnasiums, der Arbeitsgemeinschaften und des Schüleraustausches.

## Bekannte Schüler
- Thomas Barth (* 1977), Politiker (CDU), Landtagsabgeordneter in Rheinland-Pfalz
- Niklas Kaul (* 1998), Leichtathlet, Zehnkampf-Weltmeister 2019
- Vincent Keymer (* 2004), Schachgroßmeister
- Alexandra Vacano (* 1971), Journalistin, TV-Moderatorin